# Vintage Whine
Vintage Whine è il nono album in studio del gruppo folk metal britannico Skyclad, pubblicato nel 1999.

## Tracce
1. Kiss My Sweet Brass – 0:31
2. Vintage Whine – 4:26
3. On with Their Heads! – 4:51
4. The Silver Cloud's Dark Lining – 3:21
5. A Well Beside the River – 5:42
6. No Strings Attached – 4:53
7. Bury Me – 4:37
8. Cancer of the Heart – 5:27
9. Little Miss Take – 3:15
10. Something to Cling To – 5:00
11. By George – 1:46